# Ibros
Ibros là một đô thị tại tỉnh Jaén ở phía tây của cộng đồng tự trị Andalusia, phía nam Tây Ban Nha. Đô thị này có diện tích là 55,74 ki-lô-mét vuông, dân số năm 2009 là 3122 người với mật độ 56,01 người/km². Đô thị này có cự ly 54 km so với Jaén.